# ليفا تسابي
ليفا تسابي (بالإنجليزية: Lefa Tsapi)‏ (مواليد 18 مايو 1961) هو ملاكم من ليسوتو، مثّل بلاده في الألعاب الأولمبية الصيفية 1984.

## روابط خارجية
ليفا تسابي على موقع بوكس ريك (الإنجليزية) (registration required)
- ليفا تسابي على موقع اللجنة الأولمبية الدولية (الإنجليزية)
- ليفا تسابي على موقع أوليمبيديا (الإنجليزية)